# Вотервил (Ајова)
Вотервил (енгл. Waterville) град је у америчкој савезној држави Ајова. По попису становништва из 2010. у њему је живело 144 становника.

## Демографија
Према попису становништва из 2010. у граду је живело 144 становника, што је -1 (-0.7%) становника више него 2000. године.
| Група             | 2000.       | 2010.       |
| Белци             | 144 (99,3%) | 142 (98,6%) |
| Афроамериканци    | 0 (0,0%)    | 0 (0,0%)    |
| Азијати           | 0 (0,0%)    | 0 (0,0%)    |
| Хиспаноамериканци | 0 (0,0%)    | 2 (1,4%)    |
| Укупно            | 145         | 144         |